# Petra Thorén
Petra Maria Thorén (8 agosto 1969) è un'ex tennista finlandese.

## Carriera
Nei tornei dello Slam vanta un terzo turno al Roland Garros 1991 dove aveva ottenuto l'accesso tramite il torneo di qualificazioni, è stata sconfitta da Mary Joe Fernández in due set. Ha raggiunto una semifinale ad Auckland 1992 dove si è arresa a Robin White, grazie a questo risultato è salita fino alla 73ª posizione mondiale.
Ha fatto parte della squadra finlandese di Fed Cup dal 1986 al 1996 vincendo diciotto incontri e perdendone diciassette.